# Luzerne County
Luzerne County ist ein County im Bundesstaat Pennsylvania der Vereinigten Staaten. Das U.S. Census Bureau hat bei der Volkszählung 2020 eine Einwohnerzahl von 325.594 und eine Bevölkerungsdichte von 141 Einwohnern pro Quadratkilometer ermittelt. Der Verwaltungssitz (County Seat) ist Wilkes-Barre.

## Geschichte
Luzerne County wurde am 25. September 1786 aus Teilen von Northumberland County gebildet. Benannt wurde das County nach Anne-César, Chevalier de la Luzerne, einem französischen Diplomaten. Dieser war zwischen 1779 und 1784 Frankreichs zweiter Gesandter in den Vereinigten Staaten.
33 Bauwerke und Stätten des Countys sind im National Register of Historic Places (NRHP) eingetragen (Stand 23. Juli 2018).

## Geografie
Das County hat eine Fläche von 2349 Quadratkilometern, wovon 42 Quadratkilometer Wasserfläche sind.

## Städte und Ortschaften

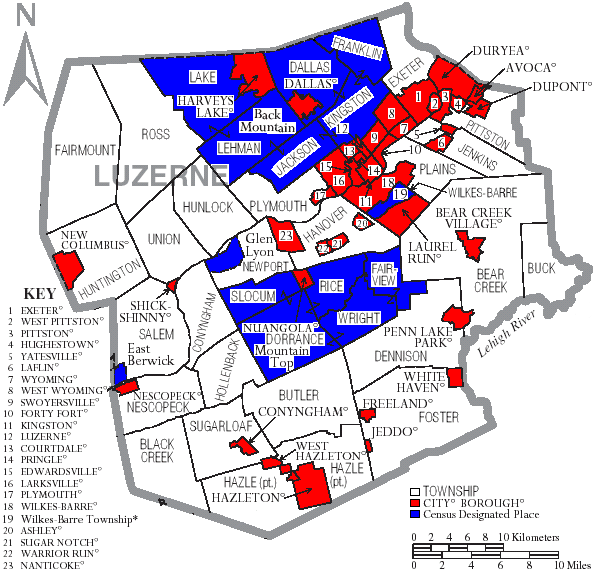
Karte des Luzerne Countys

| - Ashley - Avoca - Back Mountain - Bear Creek Township - Bear Creek Village - Black Creek Township - Buck Township - Butler Township - Conyngham Township - Conyngham (Pennsylvania) - Courtdale - Dallas Township - Dallas - Dennison Township - Dorrance Township - Dupont - Duryea - East Berwick - Edwardsville - Exeter Township - Exeter - Fairmount Township - Fairview Township - Forty Fort - Foster Township - Franklin Township - Freeland | - Glen Lyon - Hanover Township - Harveys Lake - Hazle Township - Hazleton - Hollenback Township - Hughestown - Hunlock Township - Huntington Township - Jackson Township - Jeddo - Jenkins Township - Kingston Township - Kingston - Laflin - Lake Township - Larksville - Laurel Run - Lehman Township - Luzerne - Mountain Top - Nanticoke - Nescopeck Township - Nescopeck - New Columbus - Newport Township - Nuangola | - Penn Lake Park - Pittston Township - Pittston - Plains Township - Plymouth Township - Plymouth - Pringle - Rice Township - Ross Township - Salem Township - Shickshinny - Slocum Township - Sugar Notch - Sugarloaf Township - Swoyersville - Union Township - Warrior Run - West Hazleton - West Pittston - West Wyoming - White Haven - Wilkes-Barre Township - Wilkes-Barre - Wright Township - Wyoming - Yatesville |